# 金岡団地
金岡団地（かなおかだんち）は、かつて大阪府堺市に日本住宅公団が造成した公団住宅である。

## 概要
日本住宅公団による公団住宅第1号である。
1955年（昭和30年）に設立された日本住宅公団は、第1号の公団住宅となるこの団地を大阪府堺市南長尾町（現・北区東三国ヶ丘町）に造成した。当時、画期的であったダイニングキッチンに代表される新たな生活スタイルはこの団地、そして東京都三鷹市の牟礼団地などに始まり、当時の若年層の憧れとなった。
老朽化による建て替えが行われ、現在は都市再生機構「サンヴァリエ金岡」となっている。
北隣の北区南長尾町3・4丁には、1954年（昭和29年）に金岡団地に先立って造成された大阪府営金岡住宅があったが、こちらも老朽化による建て替えが行われ、現在は大阪府営堺南長尾住宅となっている。

## スターハウスメモリアル広場とスターハウス
金岡団地が公団で最初のスターハウスが建設された団地であることを記念し、サンヴァリエ金岡内には「スターハウスメモリアル広場」という広場が設けられており、スターハウスの1階部分を復元して造られたモニュメントと記念碑が建てられている。
また、この団地に建設されていたスターハウスにはベランダがなく、その代わりにサンルームが設けられていたのも特徴的なことであった。

## 基本データ
- 竣工 - 1956年（昭和31年）
- 構成 - 30棟から構成、全900戸
- 所在 - 大阪府堺市北区東三国ヶ丘町3・4丁

## 住棟構成
- 中層フラット棟 - 22棟（北廊下型）
- スターハウス - 8棟

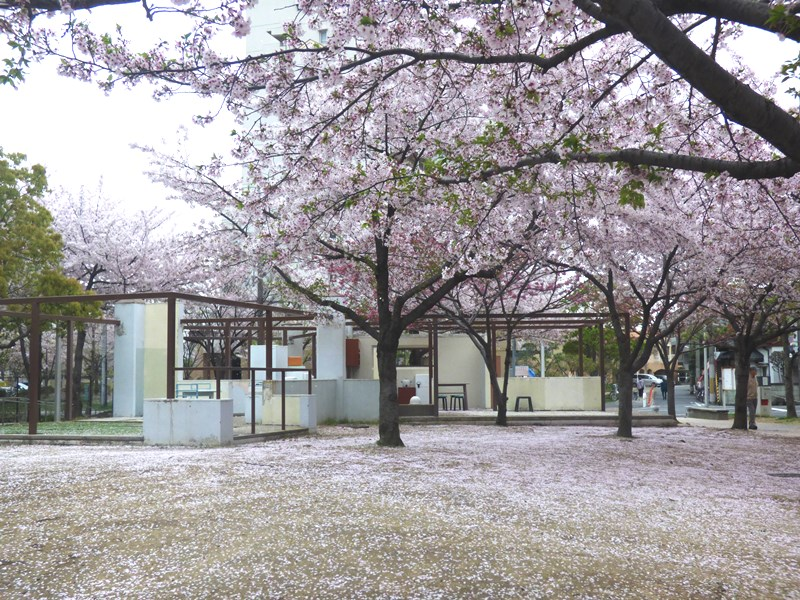
スターハウスメモリアル広場
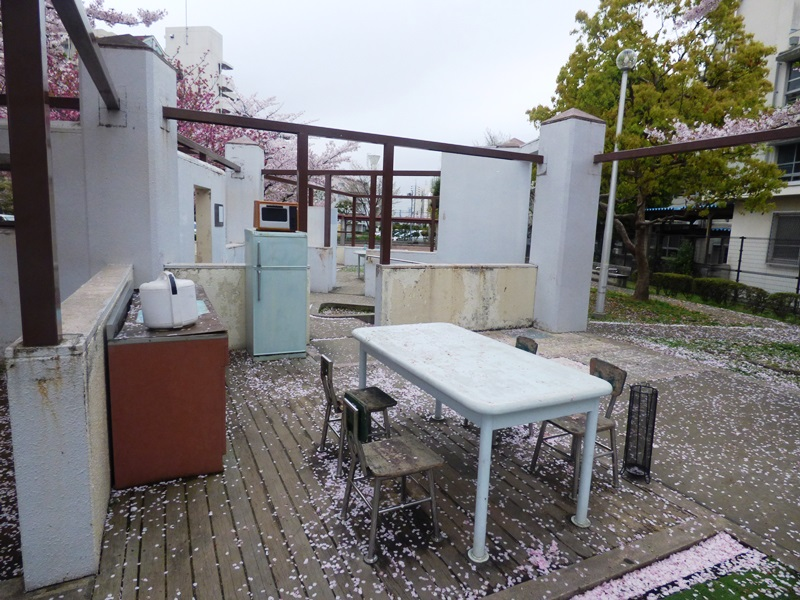
スターハウスメモリアル広場　ダイニング
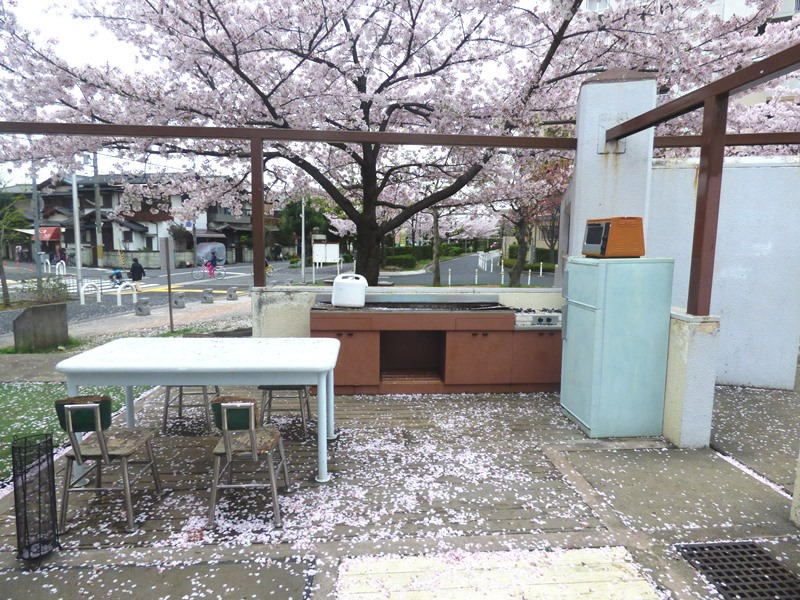
スターハウスメモリアル広場　ダイニング
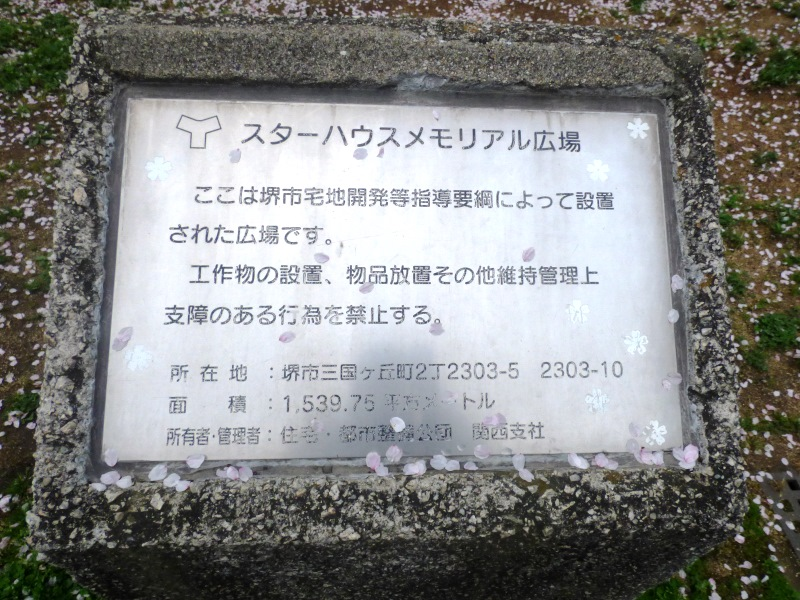
スターハウス　説明板
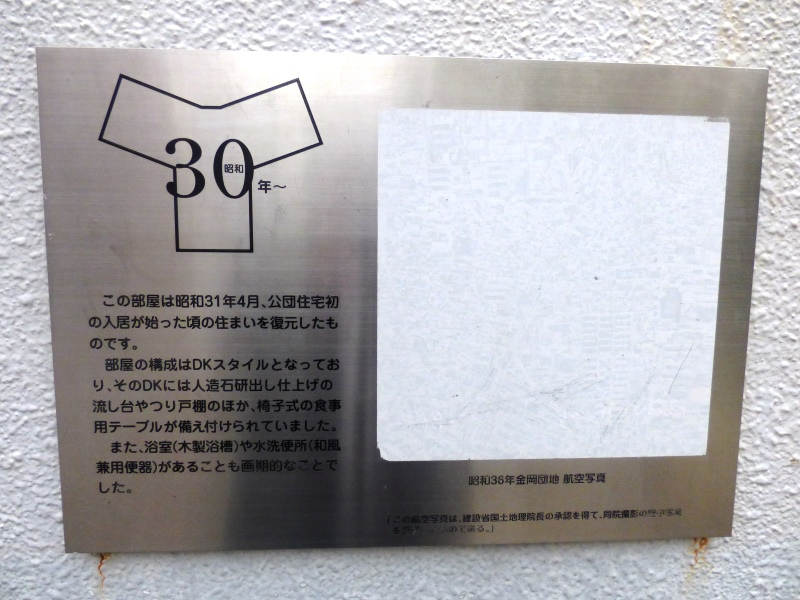
スターハウス　説明板

## 交通
- 最寄り駅：堺市駅（西日本旅客鉄道 - 阪和線） - 同駅から徒歩で15分程度。旧・金岡駅